# Espineta clapada
L'espineta clapada (Sericornis maculatus) és un ocell de la família dels acantízids (Acanthizidae).

## Hàbitat i distribució
Habita el sotabosc dens i matolls, no gaire lluny de la costa del sud, sud-oest i oest d'Austràlia

## Taxonomia
Considerada antany un grup subespecífic de Sericornis frontalis, actualment és classificada com una espècie diferent, arran els treballs de Norman et al. 2018 amb el nom anglés Spotted Scrubwren (espineta clapada).